# Al-Fath'ul Bâri
al-Fath'ul Bâri est un ouvrage de Ibn Hajar al-Asqalani (1372-1449). Il s'agit d'un long commentaire du Sahih-ul Jami, le recueil de hadiths d'al-Bukhari.
C'est l'un des ouvrages clés des musulmans sunnites, pour lesquels le Sahih-ul Jami constitue la source la plus fiable, après le Coran, en termes d'authenticité (selon les règles de la science du hadith).
Il existe une vingtaine d'exégèses du Sahih al-Bukhari (autre nom du Sahih-ul Jami), dont le Fath'ul Bâri est la plus appréciée[réf. souhaitée]. 
L'ouvrage qui lui dispute cette place chez les hanafites est le Umdat ul Qari de Badruddine Ayni (mort en 1444). Étant shafi'iste, Ibn Hajar Al-Asqalani fait en effet quelques commentaires au sujet des rites hanafites qui contreviennent à certains des hadiths qu'il rapporte. Ayni répond avec virulence, de même qu'il suit de près[pas clair] Ibn Hajar dans le travail sur le même ouvrage. Les débats entre les deux savants sont restés célèbres par la profondeur des sujets, la force des argumentations et le respect mutuel existant entre les deux érudits.